# Pete Stark
Pete Stark właściwie Fortney Hillman Stark Jr. (ur. 11 listopada 1931 w Milwaukee, zm. 24 stycznia 2020 w Harwood) – był amerykańskim politykiem z Partii Demokratycznej. Reprezentował części wschodniego wybrzeża Zatoki San Francisco w Izbie Reprezentantów Stanów Zjednoczonych w latach 1973–2013. Stark był pierwszym członkiem Kongresu, który publicznie zadeklarował ateizm.

## Biografia
Stark uzyskał tytuł licencjata inżynierii w 1953 roku na Massachusetts Institute of Technology oraz tytuł MBA w 1960 roku na Haas School of Business Uniwersytetu Kalifornijskiego w Berkeley. 
W 1963 roku założył bank, który zdołał się znacząco rozwinąć. Wprowadził wtedy wizjonerskie pomysły, takie jak ubezpieczenie zdrowotne dla dzieci pracowników w ramach firmowej polisy oraz oferowanie darmowych transferów autobusowych dla w większości afroamerykańskich pracowników. Stark był dwukrotnie żonaty i miał siedmioro dzieci. Mieszkał w Fremont w Kalifornii.

## Działalność polityczna
W wyborach w 1972 roku Stark po raz pierwszy ubiegał się o mandat w Izbie Reprezentantów USA. Wówczas, z bojową postawą antywojenną, pokonał w wewnętrznych prawyborach wieloletniego, wpływowego kongresmena George’a Paula Millera. Wygrał główne wybory w 8. okręgu wyborczym Kalifornii w listopadzie 1972 roku, zdobywając 52,9% głosów przeciwko kandydatowi Partii Republikańskiej, Lewowi M. Wardenowi Jr. Stark zasiadł w Izbie Reprezentantów 3 stycznia 1973 roku i pełnił swoją funkcję nieprzerwanie aż do 2013 roku. Reprezentował różne okręgi wyborcze, ponieważ okręgi w Kalifornii były regularnie przekształcane co dziesięć lat z powodu silnego wzrostu ludności; mimo zmieniających się numerów, jego okręg zawsze obejmował wschodnią stronę Zatoki San Francisco w regionie Bay Area. Od 1975 roku reprezentował 9. okręg, a od 1993 roku 13. okręg. Po spisie ludności USA w 2010 roku i następującej zmianie okręgów wyborczych, Stark wystartował w wyborach w 2012 roku w nowo utworzonym 15. okręgu wyborczym Kalifornii, który obejmował w dużej części obszar jego poprzedniego okręgu. W Jungle Primary, w której kandydaci z różnych partii rywalizowali ze sobą, zdobył najwięcej głosów, 42%, jednak w głosowaniu ostatecznym przegrał z drugą osobą z prawyborów, swoim partyjnym kolegą, Ericiem Swalwellem, uzyskując 47,9% głosów, podczas gdy Swalwell zdobył 52,1%. Stark zakończył swoją karierę w Kongresie 3 stycznia 2013 roku.